# Richard Aoki

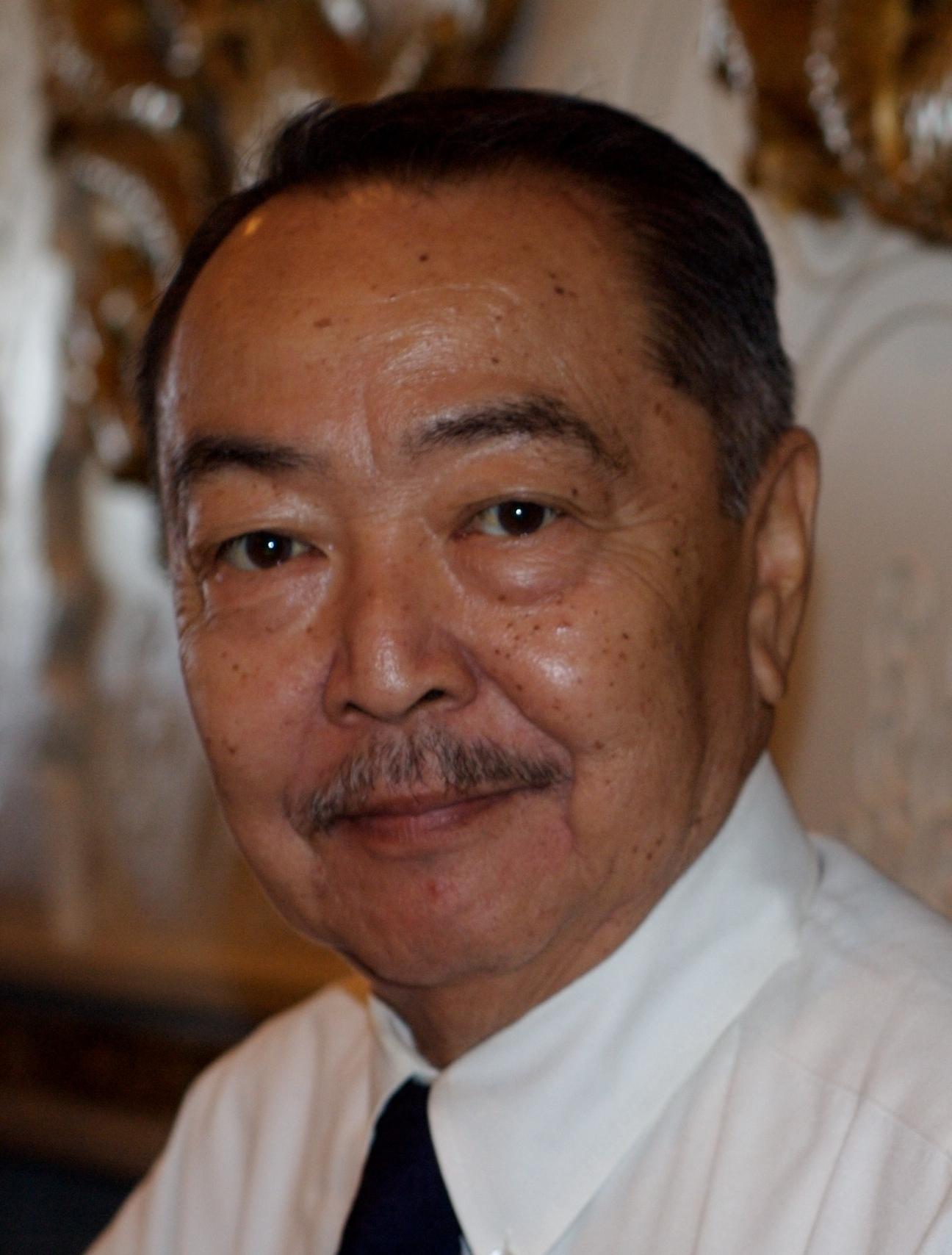
Richard Aoki

Richard Aoki (San Leandro, 20 november 1938 – Berkeley, 15 maart 2009) was een Amerikaans mensenrechtenactivist. Hij was een der eerste leden van de Black Panther Party en bracht het daar tot veldmaarschalk.
Samen met zijn familie werd bij van 1942 tot 1945 opgesloten in de Topaz War Relocation Center in Utah. Na de Tweede Wereldoorlog verhuisde het gezin naar Oakland. 
Aoki werkte acht jaar bij het Amerikaanse leger. Hij volgde twee jaar les aan het "Merritt College" en raakte daar bevriend met Huey P.  Newton en Bobby Seale. Een maand nadat  hij naar de University of California, Berkeley was gegaan om er sociologie te gaan studeren, richtten Newton en Seale de Black Panther Party op.
Alhoewel de Black Panther Party verschillende Aziatische Amerikanen onder haar leden telt, was Aoki de enige die er formeel een leidinggevende functie bekleedde. 
Na zijn dood bracht journalist Seth Rosenfeld naar buiten dat Aoki informant was geweest van de FBI. 